# 5 tháng 6
Ngày 5 tháng 6 là ngày thứ 156 (157 trong năm nhuận) trong lịch Gregory. Còn 209 ngày trong năm.

## Sự kiện
- 604 – Thánh Đức Thái tử của Nhật Bản chế định Hiến pháp 17 điều, một văn kiện Phật giáo và Nho giáo tập trung vào luân lý và đạo đức.
- 1305 – Raymond Bertrand de Got trở thành Giáo hoàng Clêmentê V, kế vị Giáo hoàng Biển Đức XI qua đời một năm trước đó.
- 1837 – Houston được hợp nhất thành một đô thị của nước Cộng hòa Texas.
- 1862 – Hòa ước Nhâm Tuất được ký kết giữa Pháp và triều đình Đại Nam, cắt nhường 3 tỉnh Đông Nam Kỳ cho Pháp.
- 1911 – Nguyễn Tất Thành xuất dương dưới tên gọi là Văn Ba, lên chiếc tàu buôn Đô đốc Latouche Tréville với nghề phụ bếp. Sau này được biết đến ở Việt Nam với tên gọi Ngày Bác Hồ ra đi tìm đường cứu nước.
- 1947 – Phát biểu tại Đại học Harvard, Bộ trưởng Ngoại giao Hoa Kỳ George Marshall kêu gọi viện trợ kinh tế cho châu Âu, một lục địa đang kiệt quệ sau chiến tranh.
- 1951 – Quốc trưởng Bảo Đại thành lập Sở Du lịch Quốc gia Việt Nam.
- 1967 – Chiến tranh Sáu ngày bắt đầu khi Israel bất ngờ tấn công các sân bay của Ai Cập.
- 1968 -  Thượng Nghị Sĩ Robert F. Kennedy bị ám sát tại Los Angeles, California, trong chiến dịch bầu cử Tổng thống Hoa Kỳ cùng năm.
- 1975 – Kênh đào Suez mở cửa lần đầu sau Chiến tranh Sáu ngày.

## Sinh
- 1833 – Nguyễn Phúc Miên Tả, tước phong Trấn Quốc công, hoàng tử con vua Minh Mạng (m. 1889).
- 1838 – Nguyễn Phúc Miên Bàng, tước phong An Xuyên vương, hoàng tử con vua Minh Mạng (m. 1902).
- 1889 – Nguyễn Văn Tố, chính khách, chí sĩ người Việt Nam (m. 1947)
- 1932 – Đỗ Kim Bảng, nhạc sĩ người Việt
- 1940 - Lê Anh Xuân, nhà thơ, liệt sĩ Việt Nam (m. 1968)
- 1951 – Lê Dung, ca sĩ nhạc cổ điển người Việt Nam
- 1964 – Rick Riordan, nhà văn MĨ, tác giả bộ tiểu thuyết Percy Jackson Mỹ
- 1970 - Lưu Minh Vũ, người dẫn chương trình Việt Nam
- 1984 – Cécilia Cara, nữ diễn viên Pháp
- 1987 – Lara Bingle, người mẫu Áo
- 1995 – Troye Sivan, diễn viên, ca sĩ người Úc

## Mất
- 1316 – Vua Louis X của Pháp (s. 1289)
- 1383 – Hoàng tử Dmitry Konstantinovich của Nga (s. 1324)
- 1865 – John Richardson, nhà tự nhiên học, bác sĩ phẫu thuật người Scotland (s. 1787)
- 2004 – Ronald Reagan, tổng thống thứ 40 của Hoa Kỳ (s. 1911)

## Ngày lễ và kỷ niệm
- Ngày Môi trường Thế giới (World Environment Day)